# 韩克华
韩克华（1919年9月—2003年3月1日），原名韩世朝，字惠卿。河南南乐县梁村乡北张庄人，中华人民共和国外交家、中华人民共和国外交部副部长。

## 生平

### 民国时期
1937年七七事变后，受孙汉章、袁韵韶、郭良才等影响，加入中国共产党。同年10月，参加中共领导下的抗日武装四支队。1938年初，韩克华被选送到省委党校学习。同年5月，他调任平乡县大队副大队长，积极扩大武装，使县大队在短短的一年多时间内扩军至600多人。
1939年5月，日军对冀南抗日根据地轮番进行扫荡。他率县大队6个连的优势兵力，在平乡县常河镇外张网设伏，在八路军青年纵队两个主力连的配合下，与日军交战获胜，平乡县大队因此威名大振。1939年秋，调任冀南军区二分区武装科长，后任地区抗联主任。到任不久，便奉命开辟冀县特区。率县区干部开赴冀县，通过宣传发动群众，迅速建立该特区各级抗日政权。1942年初，任冀南军区武装部副部长兼任冀南行署武装部长。

### 共和国时期
1949年初，随部队南下，任南下军区政治部副主任。同年任湖北孝感专署专员。1950年，任中共孝感地委书记。1952年后，历任武汉市财委副主任、市委企业部部长、市委委员、市委工业部部长、市委常委等职。1957年，武汉市并入湖北省，他任湖北省工业部长兼经委主任、工办主任，为湖北省委委员、省委常委。1960年初，当选为湖北省副省长。
1964年，担任中华人民共和国驻匈牙利大使。1966年底奉召回国。文化大革命期间，因参与司局级以上干部大字报签名、保护外交部长陈毅一事，被批斗半年。1969年，担任中华人民共和国驻几内亚大使。1974年，担任中华人民共和国驻意大利大使。1977年，担任中华人民共和国驻法国大使。1979年，担任中华人民共和国外交部副部长。1981年春，调任国家旅游局局长兼党组书记，后担任政协全国委员会常委、国家外事委员会副主任、中国旅游协会会长等职。2003年3月1日，韩克华去世。